# Diplectrona albomarginata
Diplectrona albomarginata är en nattsländeart som beskrevs av Georg Ulmer 1907. Diplectrona albomarginata ingår i släktet Diplectrona och familjen ryssjenattsländor. Inga underarter finns listade i Catalogue of Life.